# Proterpia truncaticornis
Proterpia truncaticornis är en insektsart som beskrevs av Goding. Proterpia truncaticornis ingår i släktet Proterpia och familjen hornstritar. Inga underarter finns listade i Catalogue of Life.